# Jakob Nielsen
Jakob Nielsen (5. října 1957 Kodaň) je dánský informatik a vysokoškolský profesor. 

## Život
Studoval na Dánské technické univerzitě obor Human computer interaction, kde získal titul Ph.D. Je spoluzakladatelem společnosti Nielsen Norman Group, konzultantem v oblasti použitelnosti webu a autor 10 heuristik použitelnosti pro návrh uživatelského rozhraní.